# Mellicta postdivergens
Mellicta postdivergens är en fjärilsart som beskrevs av Rocci 1930. Mellicta postdivergens ingår i släktet Mellicta och familjen praktfjärilar. Inga underarter finns listade i Catalogue of Life.